# Josef Schramm (Landrat)
Josef Schramm (* 2. April 1901 in Hambach; † 2. September 1991) war als Verwaltungsjurist von 1933 bis 1945 Landrat des Kreises Schleiden, sowie von 1943 bis 1945 vertretungsweise des Kreises Monschau.

## Leben und Werdegang
Als Sohn des Hauptlehrers Jakob Schramm und der Maria Schramm, geborene Huppertz, studierte Josef Schramm nach der Gymnasialbildung von 1920 bis 1923 in Köln und Freiburg Rechtswissenschaften. Während seiner Kölner Studentenzeit trat er dort am 18. Mai 1920 der KDStV Rhein-Rappoltstein (Straßburg) Köln bei. Nach dem Abschluss seiner Studien und der Ablegung der ersten Staatsprüfung (26. Januar 1924) erhielt Schramm am 23. März 1924 die Ernennung zum Regierungsreferendar. Noch vor seiner Großen Staatsprüfung (14. Januar 1928) wurde er dann am 29. Juli 1927 in Köln mit der Arbeit Die Befugnisse der Aufsichtsbehörden bei Verweigerung der Feststellung des Haushaltsplanes durch den Gemeinderat einer rheinischen Landgemeinde zum Dr. jur. promoviert.
Mit der auf die Große Staatsprüfung folgenden Ernennung zum Regierungsassessor fand Josef Schramm als Hilfsarbeiter Beschäftigung auf den Landratsämtern in Prüm und ab dem 1. Februar 1930 in Aachen. Noch bevor Josef Graf von Spee durch die Nationalsozialisten am 31. August 1933 formell in den einstweiligen Ruhestand versetzt wurde, übertrugen die zuständigen Stellen Josef Schramm mit seinem Dienstantritt vom 28. Juli 1933 die vertretungsweise Verwaltung des Kreis Schleiden. Noch im selben Jahr trat Schramm, der zuvor Mitglied der Zentrumspartei war, der NSDAP bei. Erst gut vier Monate darauf erfolgte auch die kommissarische Übertragung (12. Dezember 1933) und am 26. Januar 1934 die definitive Bestallung zum 1. Februar 1934. Josef Schramm galt als linientreu, wenn auch nicht fanatisch, aus Sicht der neuen Machthaber.:201.
Nach Beginn des Zweiten Weltkriegs nahm Josef Schramm ab Mai 1940 an den Kriegshandlungen im Rang eines Oberkriegsverwaltungsrats teil. Vom 1. Dezember 1942 bis zum 28. Februar 1943 und endgültig ab dem 15. November 1943 erhielt er jedoch Arbeitsurlaub. Dabei übernahm er ab dem 1. Dezember 1943 vertretungsweise auch die Verwaltung des Kreis Monschau von Kurt Dingerdissen, der seit dem 27. März 1942 als Kriegsteilnehmer von seinem Amt abberufen war. Für den Kreis Monschau wurde unmittelbar nach dessen Befreiung durch Alliierte Truppen bereits am 12. September 1944 Walter Scheibler als hauptamtlicher Landrat eingesetzt. Infolge der näherrückenden Front verlegte die Kreisverwaltung Schleiden am 15./16. November 1944 ihren Hauptsitz mit 40 Mitarbeitern auf den Vellerhof südlich Blankenheim. Als Nebenstelle wurde eine weitere Baracke mit zehn Angehörigen der Verwaltung an der Kakushöhle aufgeschlagen.:360 Der Vellerhof wurde am 8. März 1945 durch Teile des 347. Regiments der 87. US-Infanterie-Division besetzt.:442 Zwei Tage darauf nahmen Angehörige der Militärverwaltung der 87. US-Infanterie-Division Kontakt zu Schramm auf, der bei dieser Gelegenheit berichtete, das alle Geheimakten der Verwaltung, sowie die Parteiunterlagen vor dem Abzug der deutschen Wehrmacht vernichtet oder ins Rechtsrheinische verbracht worden seien.:459 f. Nach einigen Tagen wurde Schramm verhaftet und kehrte erst nach neun Wochen wieder zurück. In der Zwischenzeit war Bruno Klausener als Landrat eingesetzt worden. Schramm selbst wurde formell erst am 16. Juni 1945 als Landrat entlassen, aber noch bis zum 16. März 1946 als Angestellter weiterbeschäftigt. Erst am 27. September 1949 wurde er mit Wirkung zum 1. Januar 1950 auch formell als Landrat in den Ruhestand versetzt.
Der wenige Wochen nach der Machtergreifung 1933 von seinem Amt enthobene Mechernicher Amtsbürgermeister Felix Gerhardus äußerte sich über seinen einstigen Kölner Studienkameraden Josef Schramm anlässlich dessen 65. Geburtstag im Jahr 1966 im Rückblick sehr wohlwollend. Dieser sei ein „führerhaft handelnder Mann“, mit einem „ungeheuer großen Einfallsreichtum und seltenem Tatendrang auf den mannigfachsten Gebieten“. Gerhardus hob den „Fortschritt“ hervor, der unter dem NS-Landrat Einzug in die Eifel genommen habe. Dessen parteipolitische Verstrickung während der NS-Zeit thematisierte er indes nicht.
Nach dem Zweiten Weltkrieg gehörte Josef Schramm im Jahr 1955 zu den Gründern und Vorstandsmitgliedern der Europäischen Vereinigung für Eifel und Ardennen, deren zweite offizielle Sitzung vom 7. bis 9. April 1956 in Kronenburg abgehalten wurde. Schramm lebte zu dieser Zeit auf dem Buschfelder Hof.:605 f. Schramm war von 1938 bis 1945 und ab 1954 Vorsitzender des Eifelvereins. Erst am 27. März 1973 und anlässlich der Festveranstaltung zum 85-jährigen Bestehen des Vereins löst ihn Konrad Schubach ab.:710 f. Der Eifelverein benannte ihm zu Ehren den 223 km langen Hauptwanderweg 4 von Kreuzau nach Trier „Josef-Schramm-Weg“. 2015 wurde der „Josef-Schramm-Weg“ in „Felsenweg“ umbenannt. Die NS-Vergangenheit von Schramm wurde bisher nicht aufgearbeitet.

## Familie
Der Katholik Josef Schramm heiratete am 27. Oktober 1936 in Köln Felicitas Vera, genannt Feevera Rauter (geboren 8. Dezember 1903 in Köln), eine Tochter des Kaufmannes Heinrich Eugen Leo Rauter und dessen Ehefrau Margarete Rauter, geborene Schumacher.